# Sommar i parken
Sommar i parken, TV-serie i sex avsnitt som sändes i Sveriges Television hösten 1984.
Gunnar Arvidson var programledare för denna lättsamma underhållning som spelades in i folkparken i Sundsvall. I varje program framträdde artister som turnerat flitigt i de svenska folkparkerna. Bland de medverkande fanns bland andra Charlie Norman, Östen Warnerbring, Ewa Roos, Thore Skogman, Sven-Ingvars, Anna-Lena Löfgren, Harry Brandelius, Towa Carson, Lars Lönndahl och Jan Sparring.

### Fotnoter
1. ↑  ”Sommar i parken”. Svensk mediedatabas. 27 februari 1984. http://smdb.kb.se/catalog/search?q=%22Sommar+i+parken%22&sort=OLDEST. Läst 2 juni 2013.